# Orinoma harmostus
Orinoma harmostus är en fjärilsart som beskrevs av Hans Fruhstorfer 1911. Orinoma harmostus ingår i släktet Orinoma och familjen praktfjärilar. Inga underarter finns listade i Catalogue of Life.